# Roberto Caminero
Roberto Caminero Pérez zwany „Chocolatico” (ur. 27 kwietnia 1945 w Santiago de Cuba, zm. 31 sierpnia 2010 tamże) – kubański bokser.

## Kariera
W 1962 zdobył brązowy medal igrzysk Ameryki Środkowej i Karaibów w wadze do 54 kg. W 1963 zdobył złoty medal igrzysk panamerykańskich w wadze lekkiej, stając się pierwszym złotym medalistą tej imprezy w barwach Kuby. W 1964 wystartował na igrzyskach olimpijskich w wadze piórkowej, zajmując 17. miejsce. W pierwszej rundzie zawodów przegrał z Rumunem Constantinem Crudu. W 1966 wywalczył srebro na igrzyskach Ameryki Środkowej i Karaibów w wadze do 57 kg. W 1968 wystąpił na igrzyskach olimpijskich w wadze lekkiej, kończąc rywalizację na 17. pozycji. W pierwszej rundzie zmagań miał wolny los, a w drugiej przegrał z Józefem Grudniem.

## Śmierć i pogrzeb
Zmarł pod koniec sierpnia 2010 w Santiago de Cuba. Pochowany 1 września 2010 na Cementerio de Santa Ifigenia w tym samym mieście.